# Dilapiol
Dilapiol é um composto orgânico comumente encontrado no óleo essencial extraído de endro, embora possa ser encontrado em uma variedade de plantas, como nas raízes da erva-doce. Este composto é intimamente relacionado ao apiol, possuindo um grupo metóxi posicionado diferentemente no anel benzênico.